# Rouvray (Yonne)
Rouvray – miejscowość i gmina we Francji, w regionie Burgundia-Franche-Comté, w departamencie Yonne.
Według danych na rok 1990 gminę zamieszkiwało 221 osób, a gęstość zaludnienia wynosiła 29 osób/km² (wśród 2044 gmin Burgundii Rouvray plasuje się na 691. miejscu pod względem liczby ludności, natomiast pod względem powierzchni na miejscu 1068.).